# Sarcòfag d'Astorga
El Sarcòfag d'Astorga és un sarcòfag paleocristià trobat al municipi lleonès de San Justo de la Vega i, posteriorment, traslladat a la Catedral d'Astorga. Al segle X hi van ser dipositades les restes mortals d'Alfons III el Magne, rei d'Astúries. Malgrat tot, l'any 986, les restes del mencionat monarca van ser traslladades a la ciutat d'Oviedo, per ordre del rei Beremund II el Gotós, i dipositats al Panteó de reis de la Catedral de San Salvador d'Oviedo.
El 1869, durant l'etapa del Govern Provisional, va ser confiscat per l'Estat Espanyol i traslladat a Madrid. On es troba al Museu Arqueològic Nacional d'Espanya amb el número d'inventari número 50310.

## Història

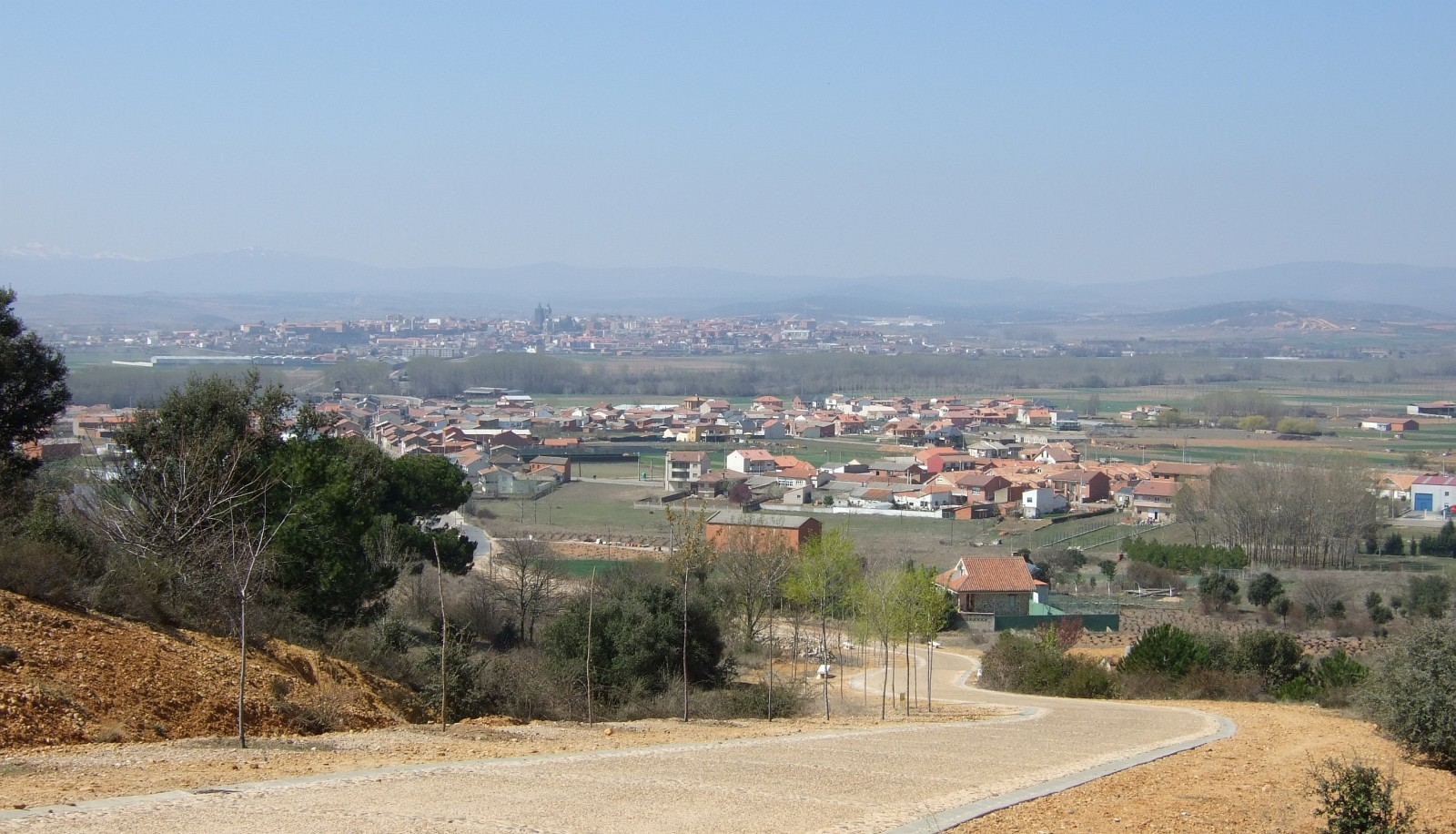
Vista de la població de San Justo de la Vega,lloc de la seva troballa.

Els experts assenyalen que el Sarcòfag d'Astorga va ser realitzat en època preconstantiniana, en el període comprès entre els anys 305 i 312, corresponents al segle IV de l'Era cristiana, i que havia estat importat de Roma. A l'alta edat mitjana va ser descobert al municipi lleonès de San Justo de la Vega, i va ser traslladat a la Catedral d'Astorga.
L'any 910 va morir Alfons III el Magne, rei d'Astúries, a Zamora, i les seves restes mortals van ser traslladades a la ciutat d'Astorga i dipositades en aquest sepulcre, que va ser col·locat a la capella de Sant Cosme i Sant Damià de la Catedral d'Astorga. Posteriorment, l'any 986, les restes d'Alfons III el Magne i els de la seva esposa, la reina Ximena de Pamplona, que havia estat enterrada al mateix temple, van ser traslladats, per ordre del rei Beremund II de Lleó, a la ciutat d'Oviedo, perquè el monarca lleonès temia que les restes mortals de tots dos fossin profanades per les tropes musulmanes dirigides per Almansor, que en aquests moments avançaven cap al regne de Lleó. Les restes d'Alfons III i els de la seva esposa van ser introduïts en caixes de fusta junt amb les d'altres monarques - en total una sèrie de set caixes- i van ser dipositats en el Panteó de reis de la Catedral d'Oviedo, on encara romanen sepultats.
Després de l'extracció de les restes d'Alfons III el Magne, es desconeix l'ús donat al sarcòfag. El 1869, durant una absència del bisbe d'Astorga de la seva seu, i en el transcurs del viatge arqueològic de Juan de Dios de la Rada, el sarcòfag de San Justo de la Vega va ser traslladat a la ciutat de Madrid i dipositat en el Museu Arqueològic Nacional, malgrat les reticències del capítol catedralici de la junta d'Astorga. Les restes humanes dipositades en l'interior del sarcòfag van ser dipositades en l'interior d'una arqueta de noguera, i ara com ara la mencionada arqueta es conserva a la sala capitular de la Catedral d'Astorga.
El Sarcòfag d'Astorga roman exposat en el Museu Arqueològic Nacional d'Espanya a Madrid.

## Descripció del sarcòfag
Està realitzat en marbre blanc, i els experts han datat la seva realització entre els anys 305 i 312, corresponents al segle IV de l'Era cristiana. Mesura 2,25 metres de llarg, per 0,83 d'amplada i 0,73 d'alt. Presenta sis escenes de fris continu en mig relleu, on apareixen narrats sis passatges de la Bíblia.
D'esquerra a dreta apareixen esculpides sis escenes al llarg d'un dels laterals del sepulcre:
- A la primera escena apareix representada la Resurrecció de Llàtzer de Betània. La figura que representava a Llàtzer va ser arrencada del sepulcre, i Crist apareix representat sense barba i duent a la seva mà dreta un rotlle de paper, al seu costat està la germana de Llàtzer suplicant a Crist.
- La segona escena representa la negació de sant Pere, i l'arrest d'aquest últim per dos servidors del Summe Sacerdot Caifàs.
- A la tercera escena apareix l'apòstol sant Pere fent brollar aigua d'una roca, a fi de batejar els soldats que ho custodiaven. Malgrat tot, d'altres autors consideren que en aquesta escena l'individu representat és Moisès, fent brollar l'aigua del Mont Sinaí.
- Al quart relleu apareixen Adam i Eva al costat d'un arbre, del qual solament es conserva la copa i una part el seu tronc.
- La cinquena escena representa La multiplicació dels pans i dels peixos, i al costat de Crist, que apareix sense barba, apareixen representats els apòstols sant Andreu i sant Felip.
- L'última escena representa el Sacrifici d'Abraham, i la mà d'aquest últim, -mutilada- és detinguda per Déu quan anava a donar mort al seu únic fill, Isaac, per mandat diví. Les imatges que representen a Isaac i a l'anyell substitutori es troben fetes malbé.